# Борис, Кароль
Ка́роль Кши́штоф Бо́рис (пол. Karol Krzysztof Borys; род. 28 сентября 2006, Отмухув, Опольское воеводство) — польский футболист, полузащитник клуба «Вестерло», выступающий на правах аренды за клуб «Марибор».

## Клубная карьера
Начинал заниматься футболом в родном городе Отмухуве, поступив в местную школу клуба «Чарни». В 2013 году перешёл в академию вроцлавского «Шлёнска». В сезоне 2020/21 выступал в Юношеской лиге за команду до 19 лет. Дебютировал за «Шлёнск U-19» 24 апреля 2021 года в матче 25-го тура против варшавской «Эсколы» (0:2), выйдя во втором тайме. Всего в сезоне 2020/21 провёл 4 матча.
В октябре 2021 года он подписал свой первый профессиональный контракт с клубом. В феврале 2022 года был приглашён на недельный просмотр в академию «Манчестер Юнайтед». В это время о молодом игроке лестно высказывались бывший игрок сборной Польши и «Шлёнска» Себастьян Миля и действующий на тот момент главный тренер польской сборной Чеслав Михневич, а также первый тренер футболиста Казимир Михалович.
12 марта 2022 года дебютировал за вторую команду «Шлёнска» в матче 23-го тура второй лиги против «Гарбарни» (0:4). 21 мая того же года принял участие в матче высшего польского дивизиона против «Гурника» (Забже) (3:4), став самым молодым игроком-дебютантом «Шлёнска» в истории чемпионата Польши.

## Карьера в сборной
В октябре 2021 года был впервые вызван в сборную Польши до 16 лет, за которую провёл восемь матчей и забил 5 мячей.
В октябре 2022 года принял участие в отборочных матчах к чемпионату Европы среди юношей до 17 лет. Сыграв 5 матчей, помог сборной Польши до 17 лет квалифицироваться на первенство. По итогам турнира его команда добралась до 1/2 финала, где уступила сборной Германии (3:5). Борис принял участие во всех матчах, забив 3 мяча.

## Статистика выступлений

### Клубная
| Выступление      | Выступление      | Выступление      | Лига | Лига | Кубки | Кубки | Итого | Итого |
| Клуб             | Лига             | Сезон            | Игры | Голы | Игры  | Голы  | Игры  | Голы  |
| ---------------- | ---------------- | ---------------- | ---- | ---- | ----- | ----- | ----- | ----- |
| Шлёнск           | Экстракласа      | 2021/22          | 1    | 0    | —     | —     | 1     | 0     |
| Шлёнск           | Экстракласа      | 2022/23          | 6    | 0    | 1     | 0     | 7     | 0     |
| Шлёнск           | Экстракласа      | 2023/24          | 3    | 0    | 0     | 0     | 3     | 0     |
| Шлёнск           | Итого            | Итого            | 10   | 0    | 1     | 0     | 11    | 0     |
| → Шлёнск II      | Вторая лига      | 2021/22          | 3    | 0    | —     | —     | 3     | 0     |
| → Шлёнск II      | Вторая лига      | 2022/23          | 7    | 0    | —     | —     | 7     | 0     |
| → Шлёнск II      | Итого            | Итого            | 10   | 0    | —     | —     | 10    | 0     |
| Всего за карьеру | Всего за карьеру | Всего за карьеру | 20   | 0    | 1     | 0     | 21    | 0     |